# Gerhard Kneib
Gerhard Kneib (* 27. August 1941 in Zornheim) ist ein deutscher Politiker (CDU).

## Leben
Gerhard Kneib stammt aus einem Obst- und Weinbaubetrieb in Zornheim (Weinanbaugebiet Rheinhessen), den er später als selbständiger Obstbaumeister mit seiner Ehefrau führte. Seine Ausbildung erfolgte mit einer Landwirtschafts- und Obstbaulehre sowie dem Besuch einer Landwirtschaftlichen Fachschule. 1969 bestand er die Prüfung als Gärtnermeister, Fachrichtung Obstbau.
Er ist verheiratet und hat vier Kinder.

## Politische Tätigkeiten
Gerhard Kneib war in den 1960er Jahren Landesvorsitzender und stellvertretender Bundesvorsitzender der Katholischen Landjugendbewegung sowie Landesvorsitzender der Katholischen Landvolkbewegung.
Kneib trat 1958 in die CDU ein und wurde später zum Vorsitzenden des CDU-Ortsverbandes Zornheim gewählt. 1968 erfolgte seine Wahl in den Zornheimer Gemeinderat. Von 1975 bis 1996 war er Mitglied des Rheinland-Pfälzischen Landtages. Während seiner Zugehörigkeit zum Landtag war er zeitweise Mitglied des Landesvorstandes der CDU Rheinland-Pfalz.
Zu den politischen Schwerpunkten gehörte die Interessenvertretung der Landwirtschaft, etwa als stellvertretender Vorsitzender des Bundesagrarausschusses der CDU und als Vorsitzender des Landesagrarausschusses der CDU Rheinland-Pfalz, sowie als Vorsitzender des Agrarausschusses des Rheinland-Pfälzischen Landtages.
Er bekleidete des Weiteren verschiedene Ämter in Institutionen seines Berufsstandes. So vertrat er seine Berufsständische Körperschaft in der Landwirtschaftskammer Rheinland-Pfalz – als Mitglied der Vollversammlung und später auch als Vorstand, sowie als Mitglied des Haushalts- und Finanzausschusses, als Vorsitzender des Ausschusses „Obst, Gemüse und Tabakbau“ und als Vorsitzender des Weinbauausschusses. Gegen Ende seiner politischen Karriere war er Vizepräsident der Kammer. Außerdem war er Präsident des Fachverbandes Obst und Gemüse beim Bauernverband Rheinland-Pfalz-Süd sowie Bundesvorsitzender der Fachgruppe Obstbau beim Deutschen Bauernverband und beim Zentralverband Gartenbau.

## Ehrungen
Gerhard Kneib wurde 1983 mit dem Bundesverdienstkreuz am Bande und 1987 mit dem Bundesverdienstkreuz 1. Klasse ausgezeichnet. Für seine Verdienste um den Berufsstand erhielt Gerhard Kneib 1996 die Silberne, 2001 die Goldene Medaille der Landwirtschaftskammer Rheinland-Pfalz. Der Ministerpräsident von Rheinland-Pfalz Kurt Beck und der Minister für Wirtschaft, Verkehr, Landwirtschaft und Weinbau, Hans-Artur Bauckhage, verliehen ihm 2002 den Titel eines Ökonomierates. Das Präsidium des Deutschen Bauernverbandes verlieh ihm 2011 die Andreas-Hermes-Medaille in Anerkennung für seinen langjährigen, erfolgreichen Einsatz für den deutschen Obstbau. Das Land Rheinland-Pfalz ehrte ihn 1967 mit der Verleihung der Freiherr-vom-Stein-Plakette.